# 中潭路
中潭路是位于中華人民共和國上海市普陀區宜川路街道境內的道路。道路南起昌化路橋與昌化路相接（道路起初南起潭子灣路），北至中山北路、滬寧鐵路以及1986年建成的中山北路交通路立交桥，所以道路以中山北路、潭子灣路两条路的首字命名為中潭路。中潭路沿路主要为中遠兩灣城。

## 歷史
1930年代，國民政府就规划該道路．但並未修築。中華人民共和國建国后，于1953年拆除位于道路南段的新建村並開始新建中潭路。20世纪90年代后期中远两湾城開建後，中潭路向南延伸至昌化路。